# Бегалица
Бегалица (на сръбски: Бегаљица) е село в община Гроцка, Белградски окръг, Сърбия.

## География
Намира се на 5 км южно от административния център Гроцка.

## Население
Населението на селото възлиза на 3029 жители (2011 г.).
Етнически състав (2002)
- сърби – 3147 жители (96,68%)
- цигани – 36 жители (1,10%)
- румънци – 8 жители (0,24%)
- черногорци – 5 жители (0,15%)
- мюсюлмани – 5 жители (0,15%)
- хървати – 4 жители (0,12%)
- българи – 4 жители (0,12%)
- югославяни – 2 жители (0,06%)
- словаци – 1 жител (0,03%)
- македонци – 1 жител (0,03%)
- недекларирали – 1 жител (0,03%)